# Amelia Umuhire
Amelia Umuhire es una directora de cine, productora y guionista ruandesa nacionalizada alemana.

## Biografía
Umuhire nació en Kigali, Ruanda en 1991. Tiene dos hermanas, Anna Dushime, periodista de Buzzfeed, y Amanda Mukasonga, con quien ha trabajado. Su madre Esther Mujawayo, es activista y terapeuta. Durante el genocidio de Ruanda de 1994, su padre y su tía fueron asesinados pues pertenecían al grupo étnico-social tutsi. Ella escapó a Alemania siendo una niña, asistió a la escuela y recibió la ciudadanía alemana a los once años. Al crecer, encontró respuestas con respecto a la identidad y el propósito en la cultura afroamericana. Se trasladó a Viena para estudiar y luego a Berlín.

## Carrera
En 2015, debutó como directora en la serie web Polyglot, ganadora del premio a la Mejor Serie Web Alemana. También dirigió el cortometraje Mugabo en 2016. Filmado en Kigali, presenta a un afroeuropeo que visita Ruanda por primera vez desde el genocidio de 1994. Dirigió un video encargado que se usó como pieza escénica para la gira del vigésimo aniversario de The Miseducation of Lauryn Hill. En 2018, dirigió un podcast sobre la vida de su padre. Titulado Vaterland, fue nominado para el Prix Europa. Umuhire recibió el Premio Villa Romana en 2020. Realizó el collage de video y sonido experimental Kana sobre la vida en Marte en 2020.
Su trabajo se ha exhibido en varios festivales de cine, incluidos MOCA Los Ángeles, MCA Chicago, Festival de cine de Tribeca, Smithsonian African American Film Festival y el Festival Internacional de Cine de Róterdam.

## Filmografía
- 2015: Polyglot (serie web)[9]
- 2016: Mugabo
- 2019: King Who
- 2020: Kana